# Federació Internacional de Touch
La Federació Internacional de Touch (FIT) (en anglès: Federation of International Touch, FIT) és l'organisme que regula internacionalment la pràctica del touch rugbi des de l'any 1985.
Periòdicament organitza la Copa del Món de touch rugbi, des de 1988. Són membres de la FIT les federacions nacionals d'Alemanya, Anglaterra, Austràlia, Àustria, Bèlgica, Catalunya, Escòcia, Estats Units, Fiji, França, Gal·les, Guernsey, Hong Kong, Illes Cook, Illes Norfolk, Índia, Irlanda, Itàlia, Japó, Jersey, Líban, Malàisia, Nova Zelanda, Niue, Països Baixos, Pakistan, Papua Nova Guinea, Samoa, Singapur, Sud Àfrica, Suïssa.